# کروشنا آبیشک
کروشنا آبیشک (به انگلیسی: Krushna Abhishek) (زاده ۳۰ می ۱۹۸۳) بازیگر هندی است.
از فیلم‌هایی که وی در آن نقش داشته است می‌توان به بول باچان، چقدر باحال هستیم ۳ و سرگرمی اشاره کرد.